# Bwiam General Hospital
Das Bwiam General Hospital (bis 2017: Sulayman Jungkung [Jammeh] General Hospital, oder Jemus Junkung Hospital) ist ein staatliches Krankenhaus im westafrikanischen Staat Gambia. Es liegt im Osten der West Coast Region, am östlichen Rand des rund 3000 Einwohner zählenden Ortes Bwiam.

## Beschreibung
Das Hospital wurde mit einer Finanzierungshilfe, in einer Höhe von 30 Millionen Dalasi (rund 0,9 Millionen Euro), von Libyen gebaut. Im Juni 2002 nahm es seinen Betrieb auf und gilt als das modernste Krankenhaus des Landes und ist eine der größten Versorgungseinrichtungen. 2004 wurde es noch um eine zahnärztliche Abteilung erweitert. Mit einer Kapazität von 200 Betten und mit rund 200 Mitarbeitern sichert es die medizinische Versorgung in der ländlichen Region bis ins Nachbarland Senegal hinein.
Der Gebäudekomplex liegt auf einem rund 85.000 m² großen Gelände unmittelbar an der South Bank Road, Gambias wichtigster Fernstraße. Benannt war das Krankenhaus nach dem Vater des ehemaligen Präsidenten Yahya Jammeh, Sulayman Jungkung Jammeh.
Im Mai 2017 wurde unter der Regierung Adama Barrow das Sulayman Jungkung General Hospital in Bwiam General Hospital umbenannt.